# John Kells Ingram
John Kells Ingram, född 7 juli 1823 i Templecarne (Aghnahoo) nära Pettigo, Donegal, död 1 maj 1907 i Dublin, var en irländsk nationalekonom.

## Biografi
Ingram studerade vid Trinity College i Dublin, där han 1852 blev professor i vältalighet och engelsk litteraturhistoria, 1866 professor i grekiska samt 1879 bibliotekarie. Under en följd av år var han samma lärdomsanstalts vicerektor.
Ingram, av vars poetiska alster åtskilliga tilldrog sig uppmärksamhet, utgav flera språkvetenskapliga samt litteratur- och religionshistoriska avhandlingar. Han vann emellertid sitt främsta anseende som nationalekonomisk författare. I sin egenskap av ordförande för den statistiska avdelningen av brittiska vetenskapssamfundet ("British Association") höll han 1878 ett på sin tid mycket uppmärksammat föredrag om nationalekonomins dåvarande ställning och utsikter.
Ingrams mest betydande arbete är A History of Political Economy (1888), vilket, utgörande en utvidgning av hans artikel över samma ämne i nionde upplagan av "Encyclopædia Britannica", översattes till flera utländska språk, däribland till svenska ("Nationalekonomiens historia" av Reinhold Rudbeck, 1892). Framställningen börjar med Platon och Aristoteles samt sträcker sig genom tiderna fram till och med en Thomas Edward Cliffe Leslie, Henry Sidgwick och William Stanley Jevons i England, den historiska skolan och dess ditintills ledande män i Tyskland jämte samtida riktningar och märkesmän i andra länder. Ingram, som var anhängare av Auguste Comte, stod i opposition mot den ekonomiska liberalismen och dess manchesterskola, samt visade släktskap med den tyska historiska skolan.